# Calophyllum alboramulum
Calophyllum alboramulum är en tvåhjärtbladig växtart som beskrevs av P.F. Stevens. Calophyllum alboramulum ingår i släktet Calophyllum och familjen Calophyllaceae. Inga underarter finns listade i Catalogue of Life.